# 吸血鬼 (短篇小說)
《吸血鬼》是由約翰·威廉·波里杜利作於1819年的散文式短篇小說，這部作品通常被認為是浪漫主義吸血鬼奇幻先驅。克里士多福·佛瑞靈描述此作為「首部成功融合了諸多吸血鬼元素而使其臻於一個成熟文學流派」的短篇小說。（p. 108）此作中的主角吸血鬼盧希梵爵士是依據拜倫勳爵為原型創作。该小说曾于1820年，被诺迪埃改编成剧本并搬上舞台。

## 剧情概要
作品以奧布瑞为第一人称描述，剧情里奧布瑞和盧希梵爵士同行游历欧洲，但发生两期怪异事件，先有以吸食少女鲜血以获永生的吸血鬼肆虐，然后盧希梵爵士被强盗拦路打劫然后开枪打死，可尸体却失踪。在奧布瑞回国后，却遇见理应已死的盧希梵爵士，且爵士还和自己妹妹订下婚约。

## 出場人物
- 盧希梵爵士（英语：Lord Ruthven (vampire)） — 一名優雅倜儻的英國貴族吸血鬼，为首次将贵族和吸血鬼两者形象结合的角色。形象为双眼铅灰色，肤色腊白如死者，但五官轮廓均匀整齐，穿着社交活动用的正式服装。[4]
- 奧布瑞 — 一名富有的年輕紳士，也是一個孤兒
- 蘭黛 — 奧布瑞和盧希梵結伴旅遊時認識的一名美麗希臘女子
- 奧布瑞的姊妹 — 與馬斯登伯爵訂婚
- 馬斯登伯爵 — 即盧希梵爵士，他的另一個頭銜

## 電影改編
大不列颠影业（Britannia Pictures）在2016年公佈了將《吸血鬼》改編成電影的計劃，預計於2018年開始製作，將會在英國、義大利和希臘為電影取景。羅溫·M·安希將擔任導演並預計於2018年10月上映。
1945年曾有一部英國電影《吸血幽靈》是改編自這部短篇小說，不過做了較大改動，比如由約翰·雅博飾演的盧希梵爵士易名為「韋柏·法隆」，故事場景也從英國和希臘變為非洲。同樣，一套1992年由BBC出品的電視電影《吸血殭屍：驚情二百年》是基於這部小說以及海因里希·馬施納的1828年歌劇《吸血鬼》改編，片中盧希梵爵士一角被易名為「雷普利」。這位雷普利在18世紀末陷入沈睡，於現代甦醒並搖身變為一個成功的實業家。

## 外部連結
- The Vampyre - 古腾堡计划
- LibriVox中的公有领域有声书《The Vampyre》
- Open Library. The Vampyre（页面存档备份，存于） (1819).
- Text of Byron's fragmentary story, "Fragment of a Novel" (1816), at sff.net
- Goreau, Angeline. "Physician, Behave Thyself"（页面存档备份，存于） The New York Times, September 3, 1989. A review of the novel Lord Byron's Doctor by Paul West, which describes the famed night.
- Baldini, Cajsa C. (Ed.). "The Vampyre 1816 Multimedia Project"（页面存档备份，存于） Arizona State University, Spring 2010.